# Un amour désespéré
Pour les articles homonymes, voir Carrie.
Pour plus de détails, voir Fiche technique et Distribution.
Un amour désespéré (Carrie) est un film américain en noir et blanc réalisé par William Wyler, sorti en 1952. Il est inspiré du roman Sister Carrie de Theodore Dreiser (1900).

## Synopsis
La douce et honnête Carrie quitte sa campagne natale pour Chicagooù vit sa sœur mariée. Elle y rencontre un commis-voyageur, Charles Drouet, dont elle devient, bien malgré elle, la maîtresse, tout en ayant l'espoir qu'il va bientôt l'épouser. Lors d'un dîner au restaurant, elle attire l’œil du directeur, Georges Hurstwood, chef de famille respectable qui gagne très confortablement sa vie. Tombé fou amoureux de la jeune femme, il lui fait croire qu'il n’est pas marié. Mais Carrie apprend la vérité et ne souhaite plus le revoir. 
Georges lui fait alors croire qu'il a obtenu le divorce. Carrie accepte de vivre avec lui. La femme de Georges apprend la liaison de son mari ; avec l'aide du patron de son mari, elle le prive de son argent et de son emploi. Georges et Carrie sont contraints de vivre très modestement dans une autre ville, mais la mauvaise réputation de Georges le suit partout, et il ne parvient pas à trouver un emploi dans sa branche. Il est contraint d'accepter des petits boulots précaires. 
Carrie découvre que Georges n'a toujours pas divorcé de sa femme.

## Fiche technique
- Titre : Un amour désespéré
- Titre original : Carrie
- Réalisation : William Wyler

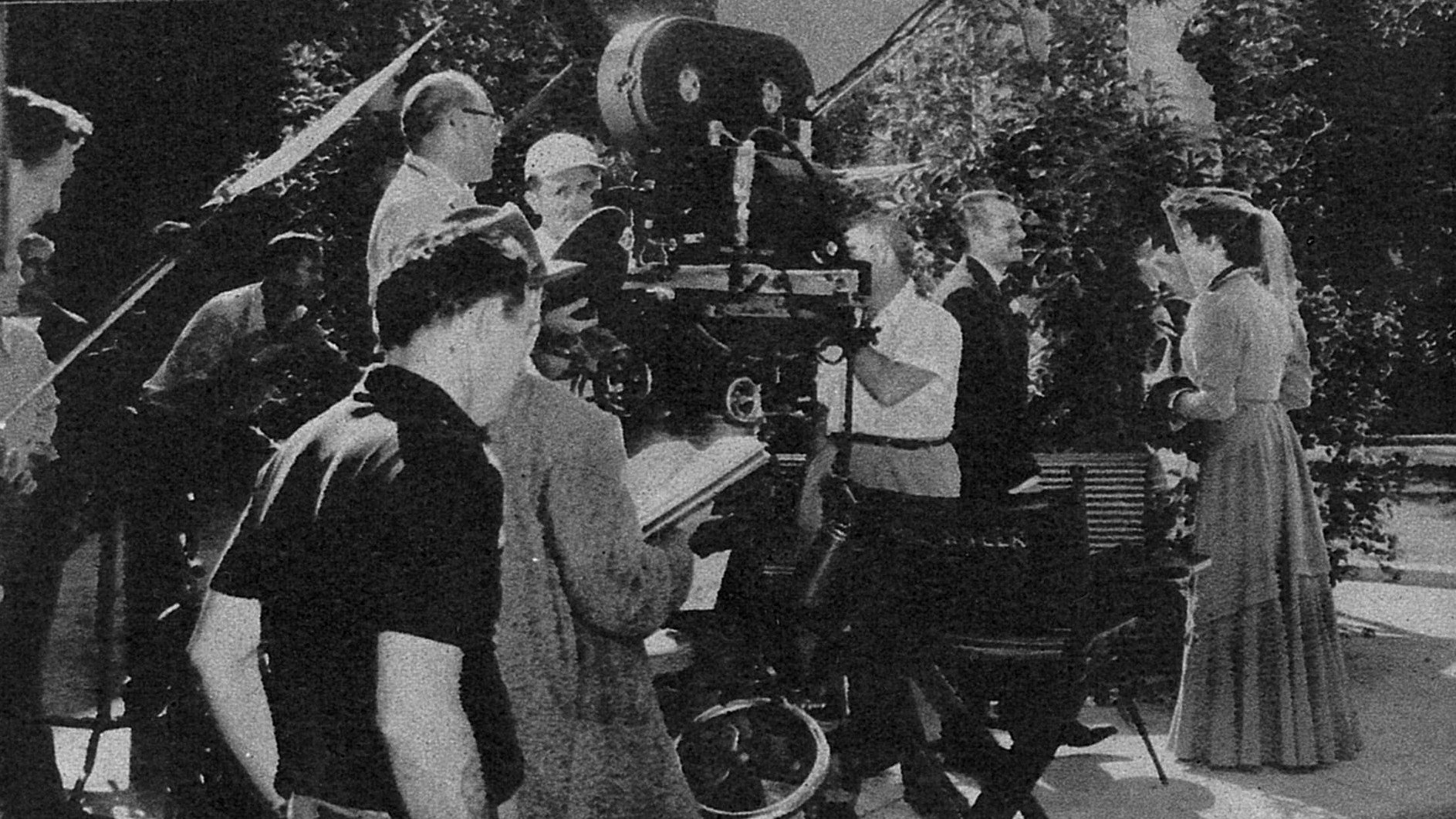
Tournage du film.

- Scénario : Ruth et Augustus Goetz d'après le roman Sister Carrie de Theodore Dreiser
- Production : William Wyler et Lester Koenig producteur associé
- Société de production : Paramount Pictures
- Photographie : Victor Milner
- Montage : Robert Swink
- Musique : David Raksin
- Direction artistique : Roland Anderson et Hal Pereira
- Décorateur de plateau : Emile Kuri
- Costumes : Edith Head
- Pays de production :  États-Unis
- Format : noir et blanc — son : Mono (Western Electric Recording)
- Genre : drame sentimental
- Durée : 118 minutes
- Dates de sortie : 
  - États-Unis : 17 juillet 1952 (New York)
  - France : 8 mai 1953

## Distribution
- Laurence Olivier : George Hurstwood
- Jennifer Jones : Carrie Meeber
- Miriam Hopkins : Julie Hurstwood
- Eddie Albert : Charles Drouet
- Basil Ruysdael : M. Fitzgerald
- Ray Teal : Allen
- Barry Kelley : Slawson
- Sara Berner : Mme Oransky
- William Reynolds : George Hurstwood
- Mary Murphy : Jessica Hurstwood
- Harry Hayden : O'Brien
- Walter Baldwin : le père de Carrie
- Dorothy Adams : la mère de Carrie
- Jacqueline deWit : la sœur de Carrie
- Charles Halton : le contremaître de l'usine
- Don Beddoe : M. Goodman
- John Alvin : le régisseur du théâtre

Et, parmi les acteurs non crédités :
- Royal Dano : le capitaine
- Jean De Briac : un serveur de vin
- Margaret Field : une serveuse
- James Flavin : Mike, le barman
- Jim Hayward : un locataire
- Stuart Holmes : le patron du restaurant
- G. Raymond Nye : un serveur